# Pueblo Italiano
Pueblo Italiano es una localidad situada en el departamento Unión, provincia de Córdoba, Argentina.
Se encuentra situada a 370 km de la Ciudad de Córdoba.
La principal actividad económica de la localidad es la agricultura seguida por la ganadería, siendo desde los 1990 (tras suplantarse al trigo y la ganadería vacuna) el principal cultivo la soja transgénica seguida por el maíz.
En la localidad hay una Cooperativa de Servicios Públicos (que se encarga de brindar energía eléctrica, gas y agua a la población), dos escuelas, un hospital y un edificio municipal.

## Población
Según el censo de 2022, se registraron 1811 habitantes (Indec, 2022), lo que representa un incremento del 8.8 % frente a los 1654 habitantes (Indec, 2010) del censo anterior. El casco urbano de la localidad se compone de 64 manzanas.
| Gráfica de evolución demográfica de Pueblo Italiano entre 1991 y 2022 |
|                                                                       |
| Fuente: Censos nacionales del INDEC                                   |

## Polémica por el uso de agroquímicos
Pueblo Italiano está teniendo desde los años 1990 problemas por el uso de agroquímicos en las cosechas lindantes al pueblo, que en algunos casos pueden llegar a contaminar el agua de la zona provocando enfermedades oncológicas (como la leucemia). Esta polémica llevó a que se juntaran firmas para modificar la ordenanza que regula el manejo de estos productos, que hoy en día es letra muerta, ya que se dijo que esta no era la causa.

## Festivales
Pueblo Italiano es la sede del singular Festival Nacional de la Soda.

## Deportes
- Club Atlético Independiente
- Club Atlético Sarmiento